# Província de Guadalcanal

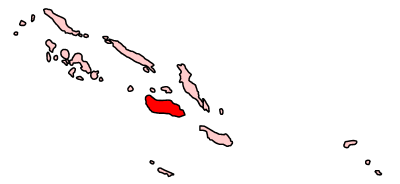
Mapa da Província de Guadalcanal.

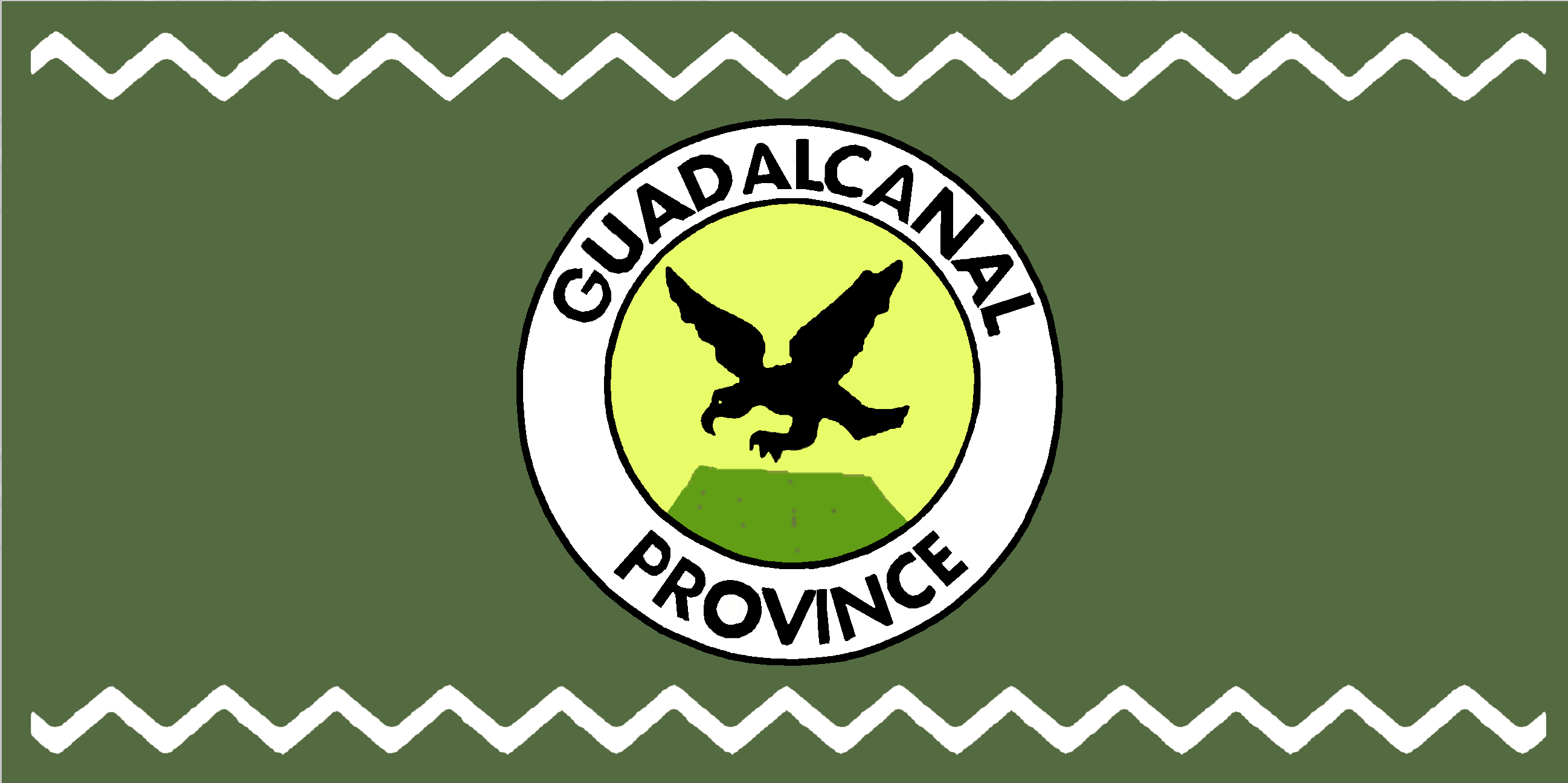
Bandeira da província de Guadalcanal, ilhas Salomão.

A Província de Guadalcanal é uma das nove províncias das Ilhas Salomão, no Oceano Pacífico. Consiste na ilha de Guadalcanal mas não inclui o Território da Capital. A área da província é de 5356 km², na maioria cobertos por selva. O seu nome foi dado por Pedro de Ortega Valencia, que nasceu na vila de Guadalcanal na província de Sevilha, Espanha. A capital das Ilhas Salomão e maior cidade do país, Honiara, fica na ilha, mas desde julho de 1983 está separada administrativamente, como Território da Capital, com área de 22 km².
A província tem 93613 habitantes (2009).